# 155e Reserve Pantserdivisie
De Kommandeur der Ersatztruppen V / Divisie Nr. 155 / Divisie (gemotoriseerd) Nr. 155 / Pantserdivisie Nr. 155 / 155e Reserve Pantserdivisie was een Duitse reserve-pantserdivisie in de Tweede Wereldoorlog. De divisie was een typische Duitse opleidings/vervangings/trainingsdivisie, die startte als een standaard type, maar gaandeweg omgevormd werd tot een reservepantserdivisie. De divisie was eerst gestationeerd in de Heimat en later in Frankrijk en werd uiteindelijk opgeofferd om de gedecimeerde 9e Pantserdivisie te herbouwen.

## Krijgsgeschiedenis
Bij het begin van de Duitse mobilisatie op 26 augustus 1939 werden voor elk stellvertretende Generalkommando I tot XIII, XVII en XVIII een Kommandeur der Ersatztruppen opgericht, waar de Vervangings- en trainingseenheden onder bevel kwamen.

### Inzet
In deze actie werd op deze dag ook de Kommandeur der Ersatztruppen V in Praag in het Protectoraat Bohemen en Moravië opgericht. Op 9 november 1939 werd deze eenheid omgedoopt in Divisie Nr. 155. Op 23 augustus 1941 werd de divisie verplaatst naar Stuttgart in  Wehrkreis V. Op 10 mei 1942 werd de Staf dan verplaatst naar Ludwigsburg, ook in Wehrkreis V, en vormde daar de Divisie (mot) Nr. 155. Vervolgens werd de divisie op 5 april1943 omgedoopt in Pantserdivisie Nr. 155. Vervolgens werd de divisie al op 1 augustus 1943 omgedoopt in 155e Reserve Pantserdivisie. De divisie werd daarop ingezet eerst in Rennes en later in Nîmes als bezettingsmacht.

### Einde
Medio maart 1944 werd de zwaar gedecimeerde 9e Pantserdivisie van het oostfront overgebracht naar Zuid-Frankrijk en werd daar heropgebouwd door de 155e Reserve Pantserdivisie te integreren.
Daarop werd op 30 april 1944 de 155e Reserve Pantserdivisie officieel opgeheven.
De Reserve-Panzer-Abteilung 7 werd overgebracht naar Wehrkreis V en gebruikt voor het vormen van Panzerbrigade Norwegen.

## Commandanten
| Rang                                                | Naam            | Begin            | Eind             |
| --------------------------------------------------- | --------------- | ---------------- | ---------------- |
| Generalleutnant                                     | Otto Tscherning | 26 augustus 1939 | 1 mei 1942       |
| Generalmajor Generalleutnant vanaf 1 september 1942 | Franz Landgraf  | 1 mei 1942       | 24 augustus 1943 |
| Generalmajor                                        | Kurt von Jesser | 24 augustus 1943 | 6 september 1943 |
| Generalleutnant                                     | Franz Landgraf  | 6 september 1943 | 1 oktober 1943   |
| Generalleutnant                                     | Max Fremerey    | 1 oktober 1943   | 30 april 1944    |

Generalmajor von Jesser nam tijdelijk het bevel op zich in de periode dat Generalleutnant Landgraf met verlof was.

## Samenstelling
Maart 1940 
- Infanterie-Ersatz-Regiment 5
- Infanterie-Ersatz-Regiment 25
- Infanterie-Ersatz-Regiment 35
- MG-Ersatz-Bataillon 4
- Artillerie-Ersatz-Regiment 25
- Kavallerie-Ersatz-Abteilung 18
- Panzerjäger-Ersatz-Abteilung 5
- Nachrichten-Ersatz-Abteilung 5
- Pionier-Ersatz-Bataillon 5
- Fahr-Ersatz-Abteilung 5

September 1941
- Infanterie-Ersatz-Regiment 25
- Infanterie-Ersatz-Regiment 35
- Infanterie-Ersatz-Regiment 215
- Infanterie-Ersatz-Regiment 260
- Artillerie-Ersatz-Regiment 25
- Kavallerie-Ersatz-Abteilung 18
- Panzerjäger-Ersatz-Abteilung 5
- Pionier-Ersatz-Bataillon 35
- Fahr-Ersatz-Abteilung 5

Juni 1942
- Panzer-Ersatz-Abteilung 7
- Schützen-Ersatz-Regiment 5
- Infanterie-Ersatz-Regiment (mot) 25
- Kavallerie-Ersatz-Abteilung 18
- Panzerjäger-Ersatz-Abteilung 5
- Artillerie-Ersatz-Abteilung (mot) 260
- Beobachtungs-Ersatz-Abteilung 5
- Panzer-Pionier-Ersatz-Bataillon 5
- Kraftfahr-Ersatz-Abteilung 5
- Kraftfahr-Ersatz-Abteilung 25

December 1943
- Reserve-Panzer-Abteilung 7
- Reserve-Panzer-Grenadier-Regiment 5
- Reserve-Grenadier-Regiment 25
- Reserve-Artillerie-Abteilung 260
- Reserve-Aufklärungs-Abteilung 9
- Reserve-Panzerjäger-Abteilung 5
- Panzer-Nachrichten-Kompanie 1055